# Hervé Thiry-Duval
Pour les articles homonymes, voir Duval.
Hervé Thiry-Duval est un conteur surnommé « le féericologue », spécialiste de la féerie en Franche-Comté. En plus de ses activités d'écrivain, il intervient à la radio et sur des émissions télévisées.